# Antonio Vittorioso
Antonio Vittorioso, född 9 januari 1973 i Rom, är en italiensk vattenpolospelare. Han ingick Italiens landslag vid olympiska sommarspelen 2000.
Vittorioso tog EM-brons 1999 i Florens.
Vittorioso tog silver i vattenpolo vid medelhavsspelen 2001 och 2005.